# Chiles socialistiska parti
Chiles socialistiska parti (spanska: Partido Socialista de Chile eller PS) är ett socialdemokratiskt politiskt parti i Chile, grundat 19 april 1933. Det är medlem av Socialistinternationalen.
Partiet har haft Salvador Allende, en av partiets grundare, Ricardo Lagos och senast Michelle Bachelet som vann presidentvalet 2005 och därmed blev Chiles första kvinnliga president, som partiledare. Från demokratins återinförande 1990 tillhörde partiet Regnbågskoalitionen som regerade fram till 2010, då högerkoalitionen Alianza por Chile tog över.

## Historia
Chiles socialistiska Parti grundades den 19 april 1933 av bland andra Marmaduque Grove och Salvador Allende. Efter militärkuppen 1973 blev partiet förbjudet tillsammans med andra vänsterpartier som tillhörde Unidad Popular.